# 白旗軍
白旗軍是19世紀中葉的一支活躍於中越邊境的一支民變地方武裝。因戰旗顏色為白色，故而得名。
白旗軍原為清朝吳亞終（吳鯤）民變起義軍的一支。1871年，吳亞終在攻打越南北寧的戰鬥中陣亡，其部眾分為黑旗軍、黃旗軍、白旗軍三部。
白旗軍的首領是盤文二和梁文利。其佔據宣光省的陸安州一帶，軍紀很差，經常洗劫周圍百姓。1868年，被黑旗軍協助阮朝官軍剿滅，其領地遂為黑旗軍所據。